# BACKSTAGE (テレビ番組)
『BACKSTAGE』（バックステージ）は、CBCテレビの製作により、2019年4月7日から2022年3月27日までTBS系列で毎週日曜日の23:30 - 翌0:00（JST）に放送されていた「仕事ドキュメンタリー」番組である。

## 概要
当放送枠の前身番組『ゲンバビト』から基本的な番組構成は継承し、引き続き「働く人を応援する」をコンセプトに、各放送回ごとにひとつの職場や業種の仕事現場にスポットを当て、複数の職種や役職の人々を現場取材するドキュメンタリー番組。この取材VTRを各回のテーマに沿ったゲストがスタジオで見ながらコメントやトークを展開していく。
『ゲンバビト』が司会者の不祥事の影響で2019年3月に打ち切られたことで、同年4月からリニューアルされ当番組となった。前身番組とは異なり、パーソルグループの一社提供ではなく同社を含む複数社提供に変更、2020年4月からは複数社提供は継続するもパーソルが降板した。
番組開始から2019年9月22日放送分まではスタジオ収録に司会者のポジションを置かず、2人のゲストがVTRに対してトークを行うスタイルであったが、2019年10月6日放送分よりタレントの武井壮が司会者になり、武井ともう1人のゲストがトークを行うスタイルとなった。
2020年4月26日放送分より、新型コロナウイルス対策で撮影が滞っている為、武井のみリモート出演の上、過去放送分を業種別にまとめた特別編を放送、2020年5月24日放送分よりゲスト出演者もリモート出演する形を採っていたが6月21日より通常放送に戻った。
2021年3月28日放送分で放送100回を達成した。
2022年3月27日をもって、3年・通算放送回数149回の歴史に幕を下ろした。後続番組は同じくCBCテレビ制作の『ドーナツトーク』。なお、武井は本番組終了翌週の同年4月3日より同時間枠で放送されるテレビ東京系列の新番組『テレ東卓球塾～ひとラリー、いっとくぅぅぅ?～』（司会=「塾長」を担当）へ移動する。

## 出演者
司会
- 武井壮（2019年10月6日 - [注 1]）

ゲスト
- 週替わりで1～2組出演（後述）。

## 放送リスト
2019年 / 2020年 / 2021年 / 2022年
| 回                                                                 | 放送日            | テーマ                                                               | 職場・職種                                                                                            | スタジオゲスト                                            | 備考                           |
| ------------------------------------------------------------------ | ----------------- | -------------------------------------------------------------------- | --- | --------------------------------------------------------- | ------------------------------ |
| 1                                                                  | 4月7日            | 春の新生活を支える                                                   | ハウスコム立川店 アート引越センター柏支店、研修ハウス                                                 | 武井壮                                                    |                                |
| 2                                                                  | 4月14日           | ニッポンのくらしを高所作業で支える                                   | 東京スカイツリー（窓清掃） 此花大橋（点検）                                                           | 大久保佳代子（オアシズ） 大水洋介（ラバーガール）         |                                |
| 3                                                                  | 4月21日           | 木下大サーカスを支える                                               | 木下大サーカス（舞台照明、会場引っ越し・設営）                                                        | 武井壮 奥野史子                                           | 23:55より放送                  |
| 4                                                                  | 4月28日           | 伊勢志摩 観光を支える                                                | おかげ横丁（催事企画・運営） 志摩スペイン村（通訳）                                                   | チャンカワイ（Wエンジン） 足立梨花                        | 23:45より放送                  |
| 5                                                                  | 5月5日            | 東京・渋谷の外国人観光を支える                                       | 青ガエル観光案内所 ウォーキングツアーガイド                                                           | パトリック・ハーラン（パックンマックン） 厚切りジェイソン | この回からナレーター変更       |
| 6                                                                  | 5月12日           | 東京ディズニーリゾートを支える                                       | 東京ディズニーランド（整備点検、夜間清掃）                                                            | 濱口優（よゐこ） パパイヤ鈴木                             |                                |
| 7                                                                  | 5月19日           | 買い物困難者の救世主 移動スーパーの舞台裏                            | とくし丸（移動スーパー） サニーマート高須店（提携スーパーマーケット）                                 | 北斗晶 田村亮（ロンドンブーツ1号2号）                     |                                |
| 8                                                                  | 5月26日           | Jリーグのヴィッセル神戸の舞台裏                                      | ヴィッセル神戸（用具係）                                                                              | 小柳ルミ子 前園真聖                                       |                                |
| 9                                                                  | 6月2日            | QB HOUSEの舞台裏                                                     | QB HOUSE ロジスカットスクール東京校（研修）                                                           | IKKO                                                      |                                |
| 10                                                                 | 6月9日            | 警察犬育成学校の舞台裏                                               | 埼葛警察犬訓練所（嘱託警察犬育成）                                                                    | 島田秀平 滝裕可里                                         |                                |
| 11                                                                 | 6月16日           | 宅配クリーニングの舞台裏                                             | リナビス（宅配クリーニング）                                                                          | 山口もえ 吉田明世                                         |                                |
| 12                                                                 | 6月23日           | 製麺所の舞台裏                                                       | 浅草開化楼                                                                                            | 村上純（しずる） おのののか                               |                                |
| 13                                                                 | 6月30日           | 屋上水族館の舞台裏                                                   | 池袋サンシャイン水族館                                                                                | ヒロシ 新井恵理那                                         |                                |
| 14                                                                 | 7月7日            | 外国人家事代行サービス育成の裏側                                     | ベアーズ                                                                                              | 優木まおみ レッド吉田（TIM）                              | 23:55より放送                  |
| 15                                                                 | 7月14日           | ブランド品の修理＆買取の裏側                                         | トレジャー・ファクトリー（不用品買取） 美靴工房（ブランド品美化）                                     | 松嶋尚美                                                  | 23:45より放送                  |
| （7月21日は選挙特別番組『Nスタ×NEWS23 選挙スペシャル』のため休止） |                   |                                                                      | |                                                           |                                |
| 16                                                                 | 7月28日           | 東京サマーランドの裏側                                               | 東京サマーランド（プール監視員）                                                                      | つるの剛士 安めぐみ                                       |                                |
| 17                                                                 | 8月4日            | 最新花火大会の裏側                                                   | 未来型花火エンターテイメント「スターアイランド 2019（花火演出家）                                     | 山口智充 八田亜矢子                                       |                                |
| 18                                                                 | 8月11日           | 最新羽田空港の裏側                                                   | 羽田空港（全日本空輸グランドスタッフ）                                                                | カンニング竹山 谷まりあ                                   |                                |
| 19                                                                 | 8月18日           | 特別特別救助隊の裏側                                                 | 八王子消防署（特別救助隊）                                                                            | 武井壮 堀田茜                                             |                                |
| 20                                                                 | 8月25日           | 海老名サービスエリアの裏側                                           | 東名高速道路 海老名サービスエリア                                                                     | 的場浩司 藤本美貴                                         |                                |
| 21                                                                 | 9月1日            | 巨大ショッピングモール大混雑の一日！事故ゼロにする舞台裏             | ららぽーと湘南平塚店                                                                                  | 北斗晶 佐々木健介                                         |                                |
| 22                                                                 | 9月8日            | 24時間営業の理容師と歯科医の舞台裏                                   | 空港口24時間歯科（24時間営業歯科） モアステージ24時間（24時間営業理容室）                             | 新井恵理那 原口あきまさ                                   |                                |
| 23                                                                 | 9月15日           | 食品サンプル＆料理撮影の舞台裏                                       | 株式会社 いわさき                                                                                     | ギャル曽根 彦摩呂                                         | 23:50より放送                  |
| 24                                                                 | 9月22日           | 「交通事故ゼロ」を目指して…自動車メーカーの若き開発者に密着          | スバル群馬製作所                                                                                      | レッド吉田（TIM） 南明奈                                  | この回までスタジオ司会者不在。 |
| （9月29日は『2019年世界陸上競技選手権大会』のため休止）            |                   |                                                                      | |                                                           |                                |
| 25                                                                 | 10月6日           | スターバックス新店舗開店の舞台裏                                     | STARBUCKS RESERVE® ROASTERY TOKYO 銀座松屋通り店 本社 スターバックス リザーブ®ストア 銀座マロニエ通り | 眞鍋かをり                                                |                                |
| 26                                                                 | 10月13日          | 小さなバス会社を作った社長！赤字でも路線バスを続ける理由とは？       | 銀河鉄道バス                                                                                          | 朝日奈央                                                  |                                |
| 27                                                                 | 10月21日 （月曜） | 肉フェス初出店の舞台裏                                               | 肉フェスさいたま新都心2019（肉バル KACCHAN）                                                          |                                                           | 0:45より放送                   |
| 28                                                                 | 10月27日          | 日本一の美味しさを追求！うなぎと暮らす「鰻師」                       | 山田水産                                                                                              | ゆきぽよ                                                  | 23:45より放送                  |
| 29                                                                 | 11月3日           | 洗剤掃除グッズにこだわる「実演販売士」！売れるまでの舞台裏           | 錫村商店 デモカウ                                                                                     | 菊地亜美                                                  |                                |
| 30                                                                 | 11月10日          | 尊い命を救う舞台裏                                                   | ジャパンロストペットレスキュー                                                                        | ダレノガレ明美                                            |                                |
| 31                                                                 | 11月17日          | 不毛の地？沖縄のフィギュアスケートコーチ                             | スポーツワールドサザンヒル スケートリンク                                                             | りゅうちぇる                                              |                                |
| 32                                                                 | 11月24日          | 炊いたお米の美味しさを追求する！お米のスペシャリスト「ライスレディ」 | パナソニック神戸工場                                                                                  | 山口もえ                                                  |                                |
| 33                                                                 | 12月1日           | くら寿司バイヤー“さかな博士”に密着                                   | くら寿司                                                                                              | 川田裕美                                                  |                                |
| 34                                                                 | 12月8日           | リカちゃん人形衣装デザイナー                                         | リトルファクトリー ヴォーグ学園東京校                                                                 | 千秋                                                      |                                |
| 35                                                                 | 12月15日          | “流行”を生み出す！雑貨店「PLAZA」バイヤーたちの舞台裏                | PLAZA東京店                                                                                           |                                                           |                                |
| 36                                                                 | 12月22日          | 人気スタイリストの舞台裏                                             | OSHMAN'S新宿店 小学館Oggi編集部                                                                       | 磯山さやか                                                | 23:50より放送                  |
| （12月29日は『KAT-TUNの世界一タメになる旅!+SP』のため休止）        |                   |                                                                      | |                                                           |                                |

| 回 | 放送日   | テーマ                                                                       | 職場・職種 | スタジオゲスト                                                        | 備考          |
| -- | -------- | ---------------------------------------------------------------------------- | --- | --------------------------------------------------------------------- | ------------- |
| 37 | 1月5日   | 「未来を創る」新仕事SP                                                       | 日経トレンディ 大塚食品（代替肉） sonna banana (@sonnabanana877) - X（旧Twitter）（バナナジュース） ソニー（レオンポケット） REON POCKET（冷温両対応ウェアラブルデバイス） パワードスーツ アイカサ（傘シェアリング）                            |                                                                       |               |
| 38 | 1月12日  | 街で見つけた！知られざる仕事の裏側                                           | ブレストラン（主張ヨガ） ビフル（SMSコンサルティング） EGクリエイション（ゲーム音楽制作） | 新井恵理那                                                            |               |
| 39 | 1月19日  | ファミリー人気絶大！「キッザニア」の舞台裏                                   | キッザニア甲子園 パスタスタンド | 小倉優子                                                              | 23:55より放送 |
| 40 | 1月26日  | 行列ができる「焼き芋屋」の舞台裏                                             | 阿佐美や（焼き芋店） | 井上咲楽                                                              | 23:45より放送 |
| 41 | 2月2日   | 女性靴磨き職人に密着                                                         | GAKUPLUS TOKYO（靴磨き職人） | おのののか                                                            |               |
| 42 | 2月9日   | 驚愕の“修復術”「ホームリペア」の達人                                         | M&I（修復士） | 北斗晶                                                                |               |
| 43 | 2月16日  | ボディーコーディネーターの舞台裏                                             | アンチエイジング加圧スタジオ ソラーチェ代官山 （ボディーコーディネーター） | ギャル曽根                                                            |               |
| 44 | 2月23日  | ～山本寛斎や蜷川実花が認めた！ヘアメイクアーティストの「人間力」とは？～     | 冨沢ノボル | 谷まりあ                                                              |               |
| 45 | 3月1日   | 奇祭を盛り上げろ！「お祭り」仕掛け人                                         | オマツリジャパン | 鈴木奈々                                                              |               |
| 46 | 3月8日   | 「中古品」買い取りNo.1バイヤーに密着                                         | セカンドストリート柏沼南店 | ゆきぽよ                                                              |               |
| 47 | 3月15日  | コワーキングスペース」で大調査                                               | WeWork Japan（ALL FARM（野菜栽培）） クラクラ（中国ビジネス） | 朝日奈央                                                              |               |
| 48 | 3月22日  | 異色”若手すし職人VS“伝説”のすし職人                                          | 銀座久兵衛本店 金沢まいもん寿司 たまプラーザ店 鮨 おのでら | 眞鍋かをり                                                            | 23:55より放送 |
| 49 | 3月29日  | 斬新！？“食”のベンチャー企業を徹底チェック                                   | エリー（シルクフード） GREEN SPOON（パーソナルスムージー） ハコスコ（エナジーバーグ） | 箕輪厚介（CAMPFIREチェアマン） 浅野陽子 (@asanoyoko) - X（旧Twitter） |               |
| 50 | 4月5日   | 動物園の“経費”を大公開！！                                                   | 東武動物公園 | 生見愛瑠                                                              |               |
| 51 | 4月12日  | “〇〇メイク”で大ブレイク！人気ユーチューバーの舞台裏                         | みゆ (@radybymiyu) - Instagram（整形メイクYouTuber） | 高田秋                                                                | [ 5 ]         |
| 52 | 4月19日  | ～謎のお仕事“忘れ物”販売業！「鉄道忘れ物市」で一日売上50万円に挑む！～       | Lavote（リサイクルショップ） イオンモール都城駅前（鉄道忘れ物市） | 野崎萌香                                                              |               |
| 53 | 4月26日  | ～「修理の達人」SP“ブランドバッグ”＆“形見の高級皿”難題に挑戦！～             | 美靴工房（ブランド品修復） M&I（修復士） |                                                                       | [ 注 16 ]     |
| 54 | 5月3日   | ～「強烈な仕事愛」SP 仕事に人生を捧げた男たち～                              | 銀河鉄道バス 山田水産 リトルファクトリー ヴォーグ学園東京校 |                                                                       | [ 注 16 ]     |
| 55 | 5月10日  | ～「家族に人気のスポット裏側大公開」SP 大都会の水族館＆サーカス団の大移動～  | 池袋サンシャイン水族館 木下大サーカス |                                                                       | [ 注 16 ]     |
| 56 | 5月17日  | ～「極限の場所で働く人」SP 高所作業＆レスキュー隊～                          | 東京スカイツリー（窓清掃） 此花大橋（点検） 八王子消防署 |                                                                       | [ 注 16 ]     |
| 57 | 5月24日  | ～逆境からの逆転を目指す！“食”の達人の新たな挑戦SP～                         | 浅草開化楼（製麺） 阿佐美や（焼き芋店） | 藤本美貴                                                              | [ 注 16 ]     |
| 58 | 5月31日  | ～新型コロナウイルスに立ち向かう！“掃除の達人”たちの最前線～                 | ロックオン錫村／錫村商店 （一材）日本特殊清掃隊 | 吉田明世                                                              | [ 注 16 ]     |
| 59 | 6月7日   | 動物と心を通わせるお仕事                                                     | GreenField関東事業所（鷹匠） 富士野荘（豆柴ブリーダー） | 新井恵理那                                                            |               |
| 60 | 6月14日  | ～総再生回数5億回超え！？大人気“VFX”ユーチューバーの新たな挑戦～             | れーと先生 (@RATE_VFX) - X（旧Twitter）（VFX動画制作） | 村上健志（フルーツポンチ）                                            |               |
| 61 | 6月21日  | ～「築技」で挑む！築地場外市場“再興”に向けた戦い～                           | 三宅水産（鮮魚） 江戸一本店（佃煮） 三栄商会（豆・雑穀問屋） 都水産（干物・魚類加工品） 杉本刃物（包丁専門店） 誉商店（飲茶専門店） 鳥藤（鳥肉専門店） 松露（卵焼き専門店）                                                                     | ギャル曽根                                                            |               |
| 62 | 6月28日  | 最新オンラインのお仕事                                                       | 湘南GoldenAgeアカデミー（オンライン運動教室） （社福）つぼみ会LIFE SCHOOL 塩浜 こどものいえ（オンライン保育） | 安めぐみ                                                              |               |
| 63 | 7月5日   | ～海外で挑戦する日本人美容師～                                               | domi（ ブラジル・サンパウロ） Stern シュテルン（ 韓国・ソウル明洞） TOKUMI-HAIR（ インド・グルグラム） | 高田秋                                                                |               |
| 64 | 7月12日  | 丈夫で清潔な学生服を作る！制服のプロを数珠繋ぎ！                             | 学生服専門店たむら（学生服販売店） トンボ 本社玉野工場（学生服工場） サイ（スクールシャツ製造） オーミケンシ（生地） 甲陽ケミカル（防臭加工原料）                                                                                               | 生見愛瑠                                                              |               |
| 65 | 7月19日  | ～“スイーツ界の巨匠”辻口シェフに新進気鋭の若手職人たちが物申す！～           | 中沢乳業（生クリーム製造） 須藤銀雅（アトリエAirgeadオーナーショコラティエ） 飯岡奈々（ホテルインターコンチネンタル東京ベイパティシエ） げんきスイーツ（YouTuberパティシエ） （学法）糸菊学園名古屋調理師専門学校（2019年スイーツ甲子園優勝校） | 岡田結実                                                              | 23:55より放送 |
| 66 | 7月26日  | ～“敏腕”鑑定士が“大物”芸能人のお宝を査定！～                                 | ブランドリバリュ新宿店（中古品鑑定士） | 藤井サチ                                                              | 23:45より放送 |
| 67 | 8月2日   | ～「磨きの達人」2人が“ピカピカ"対決～                                        | 磨屋（バフレース） アクティブガレージ（ポリッシャー磨き） | 神部美咲                                                              |               |
| 68 | 8月9日   | ～「睡眠アドバイザー」が悩める芸能人の“睡眠問題”を解決！～                   | 小林麻利子（睡眠改善インストラクター） | トリンドル玲奈                                                        | 23:45より放送 |
| 69 | 8月16日  | ～オランダ＆カンボジア！「海外の日本人ラーメン店」が“冷やし中華”に挑戦！～   | Yokohama ramen Saito 横浜ラーメン斉藤（ オランダ・スキーダム） 麺処 Japanese Noodle bar（ カンボジア・バタンバン） | 朝日奈央                                                              |               |
| 70 | 8月23日  | ～高速道路の安全を守る！ハイウェイ・パトロール隊の挑戦～                     | 中日本ハイウェイ・パトロール名古屋 岐阜基地（高速道路 交通管理隊） | 阿部華也子                                                            |               |
| 71 | 8月30日  | ～“進化系”青果店が「究極のサラダ」作りに挑戦！～                             | 神楽坂野菜計画（産直野菜八百屋） 神保佳永（HATAKE CAFE AOYAMA総料理長） | 森山るり                                                              | [ 8 ]         |
| 72 | 9月6日   | ～“凶暴”スズメバチ駆除に挑む！～                                             | エム―カンパニー（蜂駆除＆養蜂） | 大友花恋                                                              |               |
| 73 | 9月13日  | ～「女性だけの漁師チーム」が“大物”を狙う！～                                 | 甫母漁港（漁港） Gate二木島ラボ (nikishimamie) - Facebook（魚類加工） くろきん神田本店（居酒屋） | 奥山かずさ                                                            |               |
| 74 | 9月20日  | ～スマートフォン“緊急事態”の救世主！高難度の修理に挑戦！～                   | スマホ修理王イオシス秋葉原店（スマートフォン修理） | 貴島明日香                                                            | 23:45より放送 |
| 75 | 9月27日  | ～スゴ腕「美容部員」が“メイクの悩み”を即解決！？～                           | コスメデコルテ伊勢丹新宿店（コーセー・ビューティーコンサルタント） | 武田玲奈                                                              | 23:45より放送 |
| 76 | 10月4日  | ～「飲食店清掃」のエキスパートが老舗“町中華”を徹底清掃！～                   | ワイ・エフ コーポレーション（店舗清掃） | 高田秋                                                                |               |
| 77 | 10月11日 | ～凄腕「トラガール」が超難関“ドライビングテクニック”に挑戦！～               | 常盤海運（女性トラック運転手） | 傳谷英里香                                                            | 23:55より放送 |
| 78 | 10月18日 | カフェ＆クレヨン！“未来志向”ビジネスで持続可能な社会を目指す！               | mizuiro株式会社（野菜原料のクレヨン製造販売） ウェルフードマーケット＆カフェ「imperfect（インパーフェクト）表参道」（カフェ） | 佐藤大樹（FANTASTICS from EXILE TRIBE）                               | 23:45より放送 |
| 79 | 10月25日 | ～“匠”VS“革命児”！シミ抜き達人２人が超難関「シミ抜き三番勝負」～             | 不入流（染み抜き流派祖主） 染色補正・しみぬき 彩徳（染色補正・染み抜き） | 池田美優                                                              |               |
| 80 | 11月1日  | ～世界一高い青銅仏像『牛久大仏』年に一度の“地上120m”高所清掃～               | 牛久大仏 エム・ビー・シー（高所作業・大仏清掃） | 生見愛瑠                                                              |               |
| 81 | 11月8日  | ～「松茸に人生を懸けた男」が「伝説の師匠」と“松茸収穫対決”！～               | 長野県松川町松林 | 林ゆめ                                                                |               |
| 82 | 11月15日 | ～たった一人で800匹の命を守る！“往診専門”獣医師に密着～                      | 往診専門 はる動物診療所（往診専門動物病院） | 松島花                                                                |               |
| 83 | 11月22日 | ～“思い出”を蘇らせるプロが「白黒写真のカラー化」＆「家具リメイク」に挑戦！～ | 桃屋美術（白黒写真のカラー化） ハンマーヘッド家具（家具リメイク） | デヴィ夫人                                                            |               |
| 84 | 11月29日 | ～【SDGs】“雑草”で絶品料理＆“産廃”からお洒落バッグ！？～                     | 合同会社つむぎて（雑草栽培食品化） MODECO（産業廃棄物をバックにリメイク製作） | 井口綾子                                                              |               |
| 85 | 12月6日  | ～紛失・・・破損・・・盗難！？錠前技師が【鍵のSOS】に緊急出動！！～          | 鍵のレスキュー（解錠） | 安斉かれん                                                            |               |
| 86 | 12月13日 | ～【警備の全国大会】に潜入！「絶対王者・東京」VS「挑戦者・地方」の熱き戦！～ | 総合警備保障（警備能力コンテスト） | 久間田琳加                                                            |               |
| 87 | 12月20日 | 『飲食店ドクター』コロナ禍での挑戦！新規開業店をサポート！                   | テンポスバスターズ（飲食店ドクター） | 高田秋                                                                |               |
| 88 | 12月27日 | 『お片付けのプロ』が清掃！脱“汚部屋”の断捨離＆収納術                         | ネクストサービス（遺品整理・便利屋） | 高瀬真奈                                                              |               |

| 回                                                                              | 放送日   | テーマ                                                             | 職場・職種                                                                                   | スタジオゲスト | 備考          |
| ------------------------------------------------------------------------------- | -------- | ------------------------------------------------------------------ | -------------------------------------------------------------------------------------------- | -------------- | ------------- |
| （1月3日は『ウッチャン式 新春SP』（TBSテレビ製作。23:25 - 翌1:25）のため休止）  |          |                                                                    |                                                                                              |                |               |
| 89                                                                              | 1月10日  | 『酉の市』で熊手を購入！社長たちの2021年の挑戦に密着！             | 八巻（宝くじ販売業） KOTOBUKI（ガラスコーティング＆カフェ） パッケージアート（梱包材料製造） | 加藤ナナ       |               |
| 90                                                                              | 1月17日  | 【ニット】＆【ダウン】“冬物衣料のトラブル”を救え！                 | ニットキュア（ニット製品修繕） アウトフィッターズ（ダウン製品修繕）                          | 武藤彩芽       | 23:55より放送 |
| 91                                                                              | 1月24日  | 未来の人気声優を育成！アニメ専門校“声優講師”が熱血指導！           | 代々木アニメーション学院（声優育成）                                                         | 中川翔子       | 23:45より放送 |
| 92                                                                              | 1月31日  | 売り上げ6億円！？“ハイテク装置”を販売するスゴ腕「営業職」          | 日本ガイシ（ろ過装置） アルガルバイオ（藻類研究開発）                                        | 稲村亜美       |               |
| 93                                                                              | 2月7日   | 何でも直す！即座に直す！ スゴ腕「家電修理人」の挑戦                | 今井電子サービス（家電修理）                                                                 | 鈴木ゆうか     |               |
| 94                                                                              | 2月14日  | ハイテンション“天然食材”ハンター！国産トリュフを狙え！             | 谷田圭太（食材ハンター）                                                                     | 香音           |               |
| 95                                                                              | 2月21日  | 繊細＆超速！“男性”スゴ腕ネイリストのアート術                       | ネイルゼロプラス（ネイリスト）                                                               | 岡本莉音       |               |
| 96                                                                              | 2月28日  | “巨大”落書きを消す！「落書き消し」のスペシャリストの挑戦           | やおき（特殊高圧洗浄）                                                                       | 深川麻衣       |               |
| 97                                                                              | 3月7日   | くせ毛＆薄毛“専門”美容師がデリケートな髪の悩みを改善！             | Lily（専門特化美容院） INTI（薄毛専門美容院）                                                | 清水みさと     |               |
| 98                                                                              | 3月14日  | 依頼殺到！スゴ腕女性職人が“超高級”ブランドバッグを修理！           | シャングリラ 恵比寿店（ブランド品修理）                                                      | ミチ           | 23:45より放送 |
| 99                                                                              | 3月21日  | 掲載数は4万超！日本最大級「レシピ動画」サービスの舞台裏            | クラシル（レシピ動画サイト）                                                                 | 高田秋         | 23:45より放送 |
| 100                                                                             | 3月28日  | Dリーグ“初代チャンピオン”を目指す！女性ブレイクダンサー            | KOSÉ 8ROCKS（プロブレークダンスチーム）                                                      | 井上咲楽       |               |
| 101                                                                             | 4月4日   | 世界1000店舗でただ一人！“うどんの番人”【麺匠】に密着               | 丸亀製麺（うどん）                                                                           | 武田玲奈       |               |
| 102                                                                             | 4月11日  | 何でも買い取る！敏腕査定員がセレブ芸能人のお宝を出張査定！         | バイセル横浜店（出張査定）                                                                   | 貴島明日香     | [ 9 ]         |
| 103                                                                             | 4月18日  | 汚れの巣窟…超難関物件に「原状回復」専門のプロが挑む！              | リーダーズクリーニング（ハウスクリーニング）                                                 | 高瀬真奈       |               |
| 104                                                                             | 4月25日  | 朝の駅前で“勝手に”応援！？チアリーダーの新たな挑戦！！             | 全日本女子チア部（チアリーディング）                                                         | 井口綾子       | 23:55より放送 |
| 105                                                                             | 5月2日   | 「家具の病院」100年前の高級革ソファを全解体“大手術”！              | ダニエル家具の病院（家具修理）                                                               | 高田秋         | 23:45より放送 |
| 106                                                                             | 5月9日   | “犬専用”フィットネスで肥満犬や高齢犬が劇的改善！？                 | WANCOTT（ドック複合施設）                                                                    | 生見愛瑠       |               |
| 107                                                                             | 5月16日  | スマホ＆パソコンの“デジタルSOS”を出張修理で即解決！                | GOリペア協会（出張デジタルデバイス修理）                                                     | 貴島明日香     |               |
| 108                                                                             | 5月23日  | “汚部屋”＆“遺品整理”親子で働く清掃作業員の挑戦！                   | ネクストサービス（不用品回収）                                                               | 井口綾子       |               |
| 109                                                                             | 5月30日  | “外出困難者”を救う…『訪問』専門美容師の細やかな心配り              | 訪問理美容 髪人世田谷店（訪問理美容） モアステージ24時間（24時間営業理容室）                 | 武田玲奈       |               |
| 110                                                                             | 6月6日   | 珍名パン屋さんが続々！個性派「ベーカリープロデューサー             | やさしく無理じて（高級食パン専門店）                                                         | 高田秋         |               |
| 111                                                                             | 6月13日  | 回転寿司の「仕入れ」担当者に密着！“国産サーモン”に挑戦！           | スシロー オカムラ食品工業（サーモン養殖）                                                    | 高瀬真奈       |               |
| 112                                                                             | 6月20日  | 街で見かけるアノお店！全国No.1の腕を持つ『靴修理職人』             | 靴専科 一番町店（靴修理）                                                                    | 井口綾子       | 23:45より放送 |
| 113                                                                             | 6月27日  | 現代社会の救世主！？“夜のハウスクリーニング”に密着！！             | レインボウホームサービス (@rlLkM2GtBgaqRHn) - X（旧Twitter）（夜間ハウスクリーニング）       | 武田玲奈       | 23:45より放送 |
| 114                                                                             | 7月4日   | 高さ80m！風力発電所の風車を補修する“高所作業”のプロ                | 株式会社特殊高所技術（風力発電所ブレード補強） 由利本荘海岸風力発電所（風力発電所）          | 貴島明日香     | 23:55より放送 |
| 115                                                                             | 7月11日  | 困っている人を助けたい・・・迅速！格安！“令和の御用聞き”           | 株式会社御用聞き（便利屋）                                                                   | 高瀬真奈       | 23:45より放送 |
| 116                                                                             | 7月18日  | 全国に200店以上！“日本一の唐揚げ専門店”急成長のワケ                | 鶏笑（唐揚げ専門店）                                                                         | 生見愛瑠       |               |
| 117                                                                             | 7月25日  | “全品半額”の激安アウトレット店！念願の「関東進出」の舞台裏に密着   | トリプルツー川崎港町店（ディスカウントストア）                                               | 貴島明日香     |               |
| 118                                                                             | 8月1日   | 「ノンアル飲料」に情熱を注ぐマーケティング担当者に密着             | サントリー（ノンアルコール飲料マーケティング）                                               | 高田秋         | 23:55より放送 |
| 119                                                                             | 8月8日   | 子どものイルカをショーデビューさせる！イルカトレーナーの仕事に密着 | しながわ水族館（イルカトレーナー）                                                           | 貴島明日香     |               |
| 120                                                                             | 8月15日  | 女性だけの漁師＆焼き芋界の達人を武井が直撃！「夏の挑戦」SP         | 阿佐美や（焼き芋店） 甫母漁港（漁港） Gate二木島ラボ (nikishimamie) - Facebook（魚類加工）   | 井口綾子       |               |
| 121                                                                             | 8月22日  | 芸能人の思い出の品 修復のプロがスゴ技で直す！                      | 写真館 桃屋美術（白黒写真のカラー化） シャングリラ恵比寿店（ブランド品修理）                 | 高田秋         |               |
| （8月29日は『2020年東京パラリンピック』中継のため休止）                         |          |                                                                    |                                                                                              |                |               |
| 122                                                                             | 9月5日   | 川や海で人命救助を行う“水難救助隊”新人隊員に密着！                 | 東京消防庁 小岩消防署水難救助隊                                                              | 高瀬真奈       |               |
| 123                                                                             | 9月12日  | 危険なハチの巣駆除に2人で挑む“夫婦ハチハンター”に密着！            | テイクケア（ハチ駆除）                                                                       | 生見愛瑠       | 23:45より放送 |
| 124                                                                             | 9月19日  | アイデア商品で年間売上44億！ヒット連発の秘密に迫る                 | サンコー（日用品）                                                                           | 井口綾子       |               |
| 125                                                                             | 9月26日  | 依頼は断らない！生活必需品を何でも直す“スゴ腕修理職人”             | 夢工房（生活必需品修理）                                                                     | 高瀬真奈       |               |
| 126                                                                             | 10月3日  | 東京ディズニーリゾート®「ガイドツアーキャスト」に密着！            | 東京ディズニーランド                                                                         | 井口綾子       |               |
| 127                                                                             | 10月10日 | 東京ディズニーリゾート®「世界観」を作る7つの秘密！                 | 東京ディズニーランド                                                                         | 井口綾子       | 23:55より放送 |
| 128                                                                             | 10月17日 | 地下鉄の安全を守る現場！武井壮が巨大地下整備場に潜入               | 東京メトロ王子検車区                                                                         |                | 23:45より放送 |
| 129                                                                             | 10月24日 | 宝石の輝きを思い出とともに蘇らせる！ジュエリー修復士の仕事         | 夢仕立（宝石リフォーム）                                                                     | 武田玲奈       |               |
| （10月31日は選挙特別番組『選挙の日2021太田光と問う!私たちのミライ』のため休止） |          |                                                                    |                                                                                              |                |               |
| 130                                                                             | 11月7日  | 年商80億！激安洋服店レディース服の敏腕バイヤーに密着！             | タカハシ（洋服ディスカウントショップ）                                                       | 高瀬真奈       |               |
| 131                                                                             | 11月14日 | “つい手を伸ばしてしまう”売り場に変える！陳列のマジシャン           | 折兼（店舗陳列プランニング）                                                                 | 貴島明日香     | 23:45より放送 |
| 132                                                                             | 11月21日 | MC武井壮が「新500円硬貨」製造現場に潜入！                          | 独立行政法人造幣局                                                                           |                |               |
| 133                                                                             | 11月28日 | 「日本一の動物園」を支える獣医に密着！                             | 高知県立のいち動物公園（獣医）                                                               | 井口綾子       |               |
| 134                                                                             | 12月5日  | 沖縄の海を救え！サンゴ養殖家に密着                                 | 有限会社海の種 (@SeaSeedLtd) - X（旧Twitter）（サンゴ養殖・保護）                            | 高田秋         |               |
| 135                                                                             | 12月12日 | 大ブーム！観葉植物ハンターに密着！                                 | オザキフラワーパーク（観葉植物買い付け）                                                     | 貴島明日香     | 23:45より放送 |
| 136                                                                             | 12月19日 | 炭酸水の王者！秘密だらけの開発現場に潜入                           | アサヒ飲料（炭酸水工場）                                                                     | 井口綾子       |               |
| 137                                                                             | 12月26日 | 商売繁盛「酉の市」に来た方の仕事を追跡取材！                       | 鷲神社（酉の市開催地） 源（ますの寿し製造） 熊手屋大黒（熊手販売）                           | 高瀬真奈       |               |

| 回                                                                           | 放送日         | テーマ                                                 | 職場・職種                                                      | スタジオゲスト | 備考          |
| ---------------------------------------------------------------------------- | -------------- | ------------------------------------------------------ | --------------------------------------------------------------- | -------------- | ------------- |
| （1月2日は『ラヴィット!新年会』（TBSテレビ製作。23:30 - 翌0:40）のため休止） |                |                                                        |                                                                 |                |               |
| 138                                                                          | 1月9日         | 世界一清潔「羽田空港」清掃のプロに密着！               | JALグランドサービス 羽田空港（空港清掃）                        | 貴島明日香     |               |
| 139                                                                          | 1月16日        | 地元の高齢者を守る！「家電レスキュー隊」に密着         | カデンのエトウ（家電修理）                                      | 高瀬真奈       | 23:55より放送 |
| 140                                                                          | 1月23日        | 日曜日の深夜に働く人とリアルタイム中継                 | 桜島フェリー（フェリー運行） 新宿八百屋新大久保駅前店（八百屋） | 井口綾子       | 23:45より放送 |
| 141                                                                          | 1月30日        | 毎日使う大切な財布の修理職人に密着！                   | パースフル恵比寿店（ブランド財布修理）                          | 貴島明日香     | 23:45より放送 |
| 142                                                                          | 2月6日         | 雪国の食を支える！「人情食堂」女性店主に密着           | かみふらの第一食堂 (@dai1shokudou) - X（旧Twitter）（食堂経営） | 高田秋         | 23:35より放送 |
| 143                                                                          | 2月13日        | 山梨県の大人気ローカルスーパー「ひまわり市場」に密着   | ひまわり市場（ローカルスーパー）                                | 高瀬真奈       |               |
| 144                                                                          | 2月20日        | 女性に大人気！「スリーコインズ」新商品開発現場に潜入！ | 3COINS（300円ショップ）                                         | 井口綾子       |               |
| 145                                                                          | 2月27日        | 行列ができるキムチ専門店！2人のオヤジ奮闘記            | おつけもの慶（キムチ製造販売）                                  | 武田玲奈       |               |
| 146                                                                          | 3月6日         | 困っている人を救う！ドローン最新技術                   | KDDI（ドローン技術）                                            | 生見愛瑠       |               |
| 147                                                                          | 3月13日        | 捨てられるものに命を吹き込む！SDGsを楽しくする挑戦     | ネスレ日本（商品を使ったSDGs）                                  | 高瀬真奈       |               |
| 148                                                                          | 3月20日        | 時代を映す依頼に寄り添う！女性だけの便利屋さんに密着   | クライアントパートナーズ（女性だけの便利屋）                    | 貴島明日香     |               |
| 149                                                                          | 3月27日 最終回 | 番組MC・武井壮のBACKSTAGEに密着！                      |                                                                 |                |               |

## ネット局と放送時間
| 放送対象地域   | 放送局                    | 系列    | 放送開始日                   | 放送時間                    | ネット状況 |
| -------------- | ------------------------- | ------- | ---------------------------- | --------------------------- | ---------- |
| 中京広域圏     | CBCテレビ（CBC）          | TBS系列 | 2019年4月7日 - 2022年3月27日 | 日曜日 23時30分 - 翌0時00分 | 【制作局】 |
| 北海道         | 北海道放送（HBC）         | TBS系列 | 2019年4月7日 - 2022年3月27日 | 日曜日 23時30分 - 翌0時00分 | 同時ネット |
| 青森県         | 青森テレビ（ATV）         | TBS系列 | 2019年4月7日 - 2022年3月27日 | 日曜日 23時30分 - 翌0時00分 | 同時ネット |
| 岩手県         | IBC岩手放送（IBC）        | TBS系列 | 2019年4月7日 - 2022年3月27日 | 日曜日 23時30分 - 翌0時00分 | 同時ネット |
| 宮城県         | 東北放送（TBC）           | TBS系列 | 2019年4月7日 - 2022年3月27日 | 日曜日 23時30分 - 翌0時00分 | 同時ネット |
| 山形県         | テレビユー山形（TUY）     | TBS系列 | 2019年4月7日 - 2022年3月27日 | 日曜日 23時30分 - 翌0時00分 | 同時ネット |
| 福島県         | テレビユー福島（TUF）     | TBS系列 | 2019年4月7日 - 2022年3月27日 | 日曜日 23時30分 - 翌0時00分 | 同時ネット |
| 関東広域圏     | TBSテレビ（TBS）          | TBS系列 | 2019年4月7日 - 2022年3月27日 | 日曜日 23時30分 - 翌0時00分 | 同時ネット |
| 山梨県         | テレビ山梨（UTY）         | TBS系列 | 2019年4月7日 - 2022年3月27日 | 日曜日 23時30分 - 翌0時00分 | 同時ネット |
| 長野県         | 信越放送（SBC）           | TBS系列 | 2019年4月7日 - 2022年3月27日 | 日曜日 23時30分 - 翌0時00分 | 同時ネット |
| 新潟県         | 新潟放送（BSN）           | TBS系列 | 2019年4月7日 - 2022年3月27日 | 日曜日 23時30分 - 翌0時00分 | 同時ネット |
| 静岡県         | 静岡放送（SBS）           | TBS系列 | 2019年4月7日 - 2022年3月27日 | 日曜日 23時30分 - 翌0時00分 | 同時ネット |
| 富山県         | チューリップテレビ（TUT） | TBS系列 | 2019年4月7日 - 2022年3月27日 | 日曜日 23時30分 - 翌0時00分 | 同時ネット |
| 石川県         | 北陸放送（MRO）           | TBS系列 | 2019年4月7日 - 2022年3月27日 | 日曜日 23時30分 - 翌0時00分 | 同時ネット |
| 近畿広域圏     | 毎日放送（MBS）           | TBS系列 | 2019年4月7日 - 2022年3月27日 | 日曜日 23時30分 - 翌0時00分 | 同時ネット |
| 鳥取県・島根県 | 山陰放送（BSS）           | TBS系列 | 2019年4月7日 - 2022年3月27日 | 日曜日 23時30分 - 翌0時00分 | 同時ネット |
| 岡山県・香川県 | RSK山陽放送（RSK）        | TBS系列 | 2019年4月7日 - 2022年3月27日 | 日曜日 23時30分 - 翌0時00分 | 同時ネット |
| 広島県         | 中国放送（RCC）           | TBS系列 | 2019年4月7日 - 2022年3月27日 | 日曜日 23時30分 - 翌0時00分 | 同時ネット |
| 山口県         | テレビ山口（tys）         | TBS系列 | 2019年4月7日 - 2022年3月27日 | 日曜日 23時30分 - 翌0時00分 | 同時ネット |
| 愛媛県         | あいテレビ（itv）         | TBS系列 | 2019年4月7日 - 2022年3月27日 | 日曜日 23時30分 - 翌0時00分 | 同時ネット |
| 高知県         | テレビ高知（KUTV）        | TBS系列 | 2019年4月7日 - 2022年3月27日 | 日曜日 23時30分 - 翌0時00分 | 同時ネット |
| 福岡県         | RKB毎日放送（RKB）        | TBS系列 | 2019年4月7日 - 2022年3月27日 | 日曜日 23時30分 - 翌0時00分 | 同時ネット |
| 長崎県         | 長崎放送（NBC）           | TBS系列 | 2019年4月7日 - 2022年3月27日 | 日曜日 23時30分 - 翌0時00分 | 同時ネット |
| 熊本県         | 熊本放送（RKK）           | TBS系列 | 2019年4月7日 - 2022年3月27日 | 日曜日 23時30分 - 翌0時00分 | 同時ネット |
| 大分県         | 大分放送（OBS）           | TBS系列 | 2019年4月7日 - 2022年3月27日 | 日曜日 23時30分 - 翌0時00分 | 同時ネット |
| 宮崎県         | 宮崎放送（MRT）           | TBS系列 | 2019年4月7日 - 2022年3月27日 | 日曜日 23時30分 - 翌0時00分 | 同時ネット |
| 鹿児島県       | 南日本放送（MBC）         | TBS系列 | 2019年4月7日 - 2022年3月27日 | 日曜日 23時30分 - 翌0時00分 | 同時ネット |
| 沖縄県         | 琉球放送（RBC）           | TBS系列 | 2019年4月7日 - 2022年3月27日 | 日曜日 23時30分 - 翌0時00分 | 同時ネット |

ネット配信
| 配信元 | 更新日時          | 備考                   |
| ------ | ----------------- | ---------------------- |
| TVer   | 月曜 0時00分 更新 | 最新話限定で無料配信   |
| GYAO!  | 月曜 0時00分 更新 | 最新話限定で無料配信   |
| Locipo | 月曜 0時00分 更新 | 2020年4月5日放送分から |

## スタッフ
- ナレーション：花澤香菜（2019年5月5日 - 2022年3月27日）
- シノプシス（以前は構成）：間マサムネ、高橋かづゆき、岡本靖正、米田匡篤、政池洋佑
- ロケ技術（以前は撮影）：大橋次郎、樋口辰男、斉藤昌晴【週替り】
- TD：渡部虎、樋口友輔
- CAM：新谷望美、暇名岳文、小林咲希、河部謙一【週替り】
- AUD：関文彦、松崎宏江、海野健太郎【週替り】
- 照明：高木英紀
- 編集：中町聡
- MA：齋(斎)藤真央
- 音効：安原裕人、渡邉健太郎
- CGデザイン：森三平
- 協力：Ray、grasp
- 編成：大羽秀樹（CBCテレビ）
- web：河野浩之（CBCテレビ）
- 宣伝：深山昌男・中橋かおり（CBCテレビ）
- AP：長谷川三芳（テイクシステムズ）
- AD：竹嶋和樹、那須光輝、羽根有里【週替り】
- ディレクター：漆畑由美、ウエダケイスケ、大貫翔平、森健宣、源田陽介（以前はAD）、佐久間隆太（ユーフィールド）、飯田亮太、伊藤唯史（コンパス）【週替り】
- プロデューサー：横山公典（CBCテレビ）、安瀬勇人・柳橋弘紀（テイクシステムズ、安瀬→以前はAP）、嶋田哲治（モンスターゾーン）【毎週】、鈴木麻美（ユーフィールド）、伊場健一郎（コンパス）【週替り】
- 演出：鴇田一樹（以前はディレクター）
- チーフプロデューサー：斉藤龍昭（CBCテレビ）
- 制作協力：テイクシステムズ 【毎週】、ユーフィールド、コンパス【週替り】
- 製作著作：CBCテレビ

過去のスタッフ
- ナレーション：山盛由果（ - 2019年4月28日）
- ロケ技術：FINDERS、吉川昌大、山崎大輔、清原光彰、保泉達也
- 編集：江島翼
- 協力：中日本製作所
- web：藤木フラン
- 宣伝：橋本栄次（CBCテレビ）
- AD：保志場脩斗
- ディレクター：花輪和伯、青山敏雄（デフコンファイブ）
- プロデューサー：磯部隆（CBCテレビ）、安井章浩・森谷香津（デフコンファイブ）、栗林克夫（テイクシステムズ）
- チーフプロデューサー：中川陽介（CBCテレビ、以前は演出兼務）
- 制作協力：DEFQON5